# Snofrukaf
Snofrukaf je bio princ drevnog Egipta 4. i 5. dinastije.

## Etimologija
Snofrukafovo ime znači "Snofru ga je podigao". 
Varijante pisanja Snofrukafova imena su Snofru-kaf, Sneferukaf, Sneferu-kaf, Seneferukaf, Seneferu-kaf.

## Biografija
Snofrukaf je bio sin princa Nefermaata, unuk princeze Nefertkau, te praunuk faraona Snofrua, po kojem je i nazvan. Moguće je da je rođen tijekom vladavine svog pradjeda. Postoji pretpostavka da je možda bio unuk faraona Kufua.  
Snofrukafova majka nije poznata. Moguće je da je to bila žena po imenu Tadihor. Njezino je ime pronađeno u Nefermaatovoj grobnici. 
Premda je ime Snofrukafove supruge također nepoznato, zna se da je imao dva sina. Ni njihova imena nisu poznata.
Snofrukaf je bio "rizničar kralja Donjeg Egipta" i "pastir Apisa".
Snofrukaf je pokopan u mastabi G 7070 u Gizi, blizu svog oca i svoje bake.